# Ilama
Ilama es un municipio del departamento de Santa Bárbara en la República de Honduras.

## Toponimia
Anteriormente la población se llamó Ilamatepeque, significa en náhuatl "Cerro de la Mujer Vieja".

## Límites
| Orientación | Límite                                          |
| ----------- | ----------------------------------------------- |
| Norte       | Municipio de Chinda, Santa Bárbara              |
| Norte       | Municipio de Trinidad, Santa Bárbara            |
| Sur         | Municipio de Santa Bárbara, Santa Bárbara       |
| Este        | Municipio de San Francisco de Yojoa, Cortés     |
| Este        | Municipio de San Antonio de Cortés, Cortés      |
| Oeste       | Municipio de San José de Colinas, Santa Bárbara |
| Oeste       | Municipio de Gualala, Santa Bárbara             |

## Creencias Religiosas

### Feria Patronal
Su fiesta se celebra del 1 al 12 de febrero de cada año. En honor a la patrona del municipio  Virgen de Lourdes
Siendo el 1 de febrero la celebración de su Tradicional Guancasco entre los pueblos hermanos de Chinda, Ilama y Gualala como símbolo de paz y armonía entre los pobladores de su municipio, así lo detallaban nuestros hermanos Lencas.

## División Política
Aldeas: 13 (2013)
Caseríos: 82 (2013)
| Código | Aldeas                    |
| ------ | ------------------------- |
| 161201 | Ilama                     |
| 161202 | Agua Zarca                |
| 161203 | Cececapa                  |
| 161204 | La Cañada                 |
| 161205 | La Cuchilla               |
| 161206 | La Estancia               |
| 161207 | La Fe                     |
| 161208 | La Mica                   |
| 161209 | La Montañita              |
| 161210 | San José de Oriente       |
| 161211 | San Juan de la Cruz       |
| 161212 | San Vicente de las Nieves |
| 161213 | Uncana                    |